# Discographie d'AC/DC
Cet article présente la discographie du groupe de hard rock AC/DC. Le groupe a réalisé 16 albums studio, dont deux sortis uniquement en Océanie et remplacés par deux compilations (dont un EP) dans la discographie internationale. De plus, le groupe a réalisé 3 albums live, une bande-son/semi-compilation (Who Made Who), deux coffrets, 13 DVD et VHS et une compilation à part entière (la bande son du film Iron Man 2), ce que le groupe avait toujours refusé de sortir jusqu'en 2009.
AC/DC a été formé en novembre 1973 par les frères Angus et Malcolm Young. Le groupe a réalisé 2 albums en Australie avant de sortir son premier album en Europe et aux États-Unis, High Voltage, une compilation des deux premiers albums. En 1980, moins d'un an après la sortie du premier album à succès Highway to Hell, le chanteur Bon Scott meurt. Il est remplacé par l'anglais Brian Johnson, avec qui AC/DC obtient son plus grand succès, Back in Black. En 50 ans de carrière, AC/DC a vendu plus de 200 millions d'albums à travers la planète, dont environ 70 aux États-Unis. Back in Black s'est vendu à 50 millions d'exemplaires et est le second album de musique le plus vendu dans le monde, derrière Thriller de Michael Jackson,.

## Albums

### Albums studios
| Album                                                          | Classements des ventes | Classements des ventes | Certifications |
| Album                                                          | AUS                    | N-Z                    | Certifications |
| -------------------------------------------------------------- | ---------------------- | ---------------------- | -------------- |
| High Voltage - Sortie : 17 février 1975 - Label : Albert Prod. | 14                     | —                      | 5 × Platine    |
| T.N.T. - Sortie : 1er décembre 1975 - Label : Albert Prod.     | 2                      | 35                     | 9 × Platine    |

| Album                                                                                               | Classements des ventes | Classements des ventes | Classements des ventes | Classements des ventes | Classements des ventes | Classements des ventes | Classements des ventes | Classements des ventes | Classements des ventes | Classements des ventes | Classements des ventes | Classements des ventes | Classements des ventes | Classements des ventes | Classements des ventes | Classements des ventes | Classements des ventes | Classements des ventes | Classements des ventes | Classements des ventes | Certifications |
| Album                                                                                               | AUS                    | ALL                    | AUT                    | BEL                    | BEL                    | CAN                    | DAN                    | ECO                    | ESP                    | FIN                    | FRA                    | ITA                    | NOR                    | N-Z                    | P-B                    | POR                    | SUÈ                    | SUI                    | R-U                    | USA                    | Certifications |
| Album                                                                                               | AUS                    | ALL                    | AUT                    | (V)                    | (W)                    | CAN                    | DAN                    | ECO                    | ESP                    | FIN                    | FRA                    | ITA                    | NOR                    | N-Z                    | P-B                    | POR                    | SUÈ                    | SUI                    | R-U                    | USA                    | Certifications |
| --------------------------------------------------------------------------------------------------- | ---------------------- | ---------------------- | ---------------------- | ---------------------- | ---------------------- | ---------------------- | ---------------------- | ---------------------- | ---------------------- | ---------------------- | ---------------------- | ---------------------- | ---------------------- | ---------------------- | ---------------------- | ---------------------- | ---------------------- | ---------------------- | ---------------------- | ---------------------- | --- |
| High Voltage - Sortie : 14 mai 1976 - Label : Albert Prod / Atlantic                                | 31                     | 12                     | 20                     | —                      | —                      | —                      | —                      | 24                     | 90                     | —                      | 7                      | 91                     | —                      | —                      | —                      | —                      | 58                     | 18                     | —                      | 146                    | Platine · Or · Or · Or · Platine · Or · 4 × Platine |
| Dirty Deeds Done Dirt Cheap - Sortie : 20 septembre 1976 - Label : Albert Prod / Atlantic           | 4                      | 19                     | 57                     | —                      | —                      | 1                      | —                      | 34                     | —                      | —                      | 15                     | —                      | —                      | 20                     | —                      | —                      | 50                     | 25                     | —                      | 3                      | 6 × Platine · Platine · Or · Or · Or · 7 × Platine |
| Let There Be Rock - Sortie : 21 mars 1977 - Label : Albert Prod / Atlantic                          | 19                     | 40                     | 56                     | —                      | —                      | —                      | —                      | 40                     | —                      | —                      | 9                      | —                      | 37                     | 42                     | 10                     | —                      | 29                     | 17                     | 17                     | 154                    | 5 × Platine · Platine · Or · Or · Or · 2 × Platine |
| Powerage - Sortie : 25 mai 1978 - Label : Albert Prod / Atlantic                                    | 22                     | 26                     | 48                     | —                      | —                      | —                      | —                      | 19                     | —                      | —                      | 10                     | —                      | —                      | —                      | 15                     | —                      | 19                     | 32                     | 26                     | 133                    | 3 × Platine · Or · Platine · Or · Or · Or · Platine |
| Highway to Hell - Sortie : 27 juillet 1979 - Label : Albert Prod / Atlantic                         | 13                     | 2                      | 8                      | 81                     | 118                    | 40                     | —                      | 8                      | 52                     | 37                     | 2                      | 18                     | 37                     | 46                     | 14                     | 107                    | 24                     | 7                      | 8                      | 17                     | 5 × Platine · Platine · Or · 2 × Platine · Platine · Platine · Platine · 8 × Platine |
| Back in Black - Sortie : 25 juillet 1980 - Label : Albert Music / Atlantic                          | 1                      | 1                      | 6                      | 40                     | 61                     | 1                      | 27                     | 4                      | 33                     | 9                      | 1                      | 9                      | 8                      | 24                     | 27                     | 28                     | 12                     | 3                      | 1                      | 4                      | 12 × Platine · 2 × Platine · Platine · Diamant · 2 × Platine · Or · Platine · 3 × Platine · 6 × Platine · 2 × Platine · 2 × Platine · 27 × Platine                                                            |
| For Those About to Rock We Salute You - Sortie : 23 novembre 1981 - Label : Albert Music / Atlantic | 3                      | 2                      | 7                      | —                      | —                      | 4                      | —                      | 28                     | 75                     | —                      | 1                      | 94                     | 6                      | 6                      | 22                     | —                      | 9                      | 26                     | 3                      | 1                      | 5 × Platine · Platine · Or · Or · Or · Or · Platine · Or · 4 × Platine |
| Flick of the Switch - Sortie : 15 août 1983 - Label : Albert Music / Atlantic                       | 3                      | 6                      | 9                      | —                      | —                      | 12                     | —                      | —                      | —                      | —                      | 5                      | —                      | 4                      | 8                      | 10                     | —                      | 8                      | 28                     | 4                      | 15                     | 3 × Platine · Or · Or · Or · Platine |
| Fly on the Wall - Sortie : 28 juin 1985 - Label : Albert Music / Atlantic                           | 4                      | 14                     | 24                     | —                      | —                      | 30                     | —                      | —                      | —                      | —                      | 19                     | —                      | 17                     | 22                     | 26                     | —                      | 10                     | 19                     | 7                      | 32                     | 3 × Platine · Or · Or · Or · Argent · Platine |
| Blow Up Your Video - Sortie : 29 janvier 1988 - Label : Albert Music / Atlantic                     | 2                      | 4                      | 15                     | —                      | —                      | 3                      | —                      | —                      | —                      | —                      | 21                     | —                      | 3                      | 3                      | 26                     | —                      | 4                      | 4                      | 2                      | 12                     | 3 × Platine · Or · Or · Or · Or · Platine · Or · |
| The Razors Edge - Sortie : 24 septembre 1990 - Label : Atco Records                                 | 3                      | 4                      | 11                     | —                      | —                      | 1                      | —                      | 32                     | 53                     | —                      | 5                      | 79                     | 2                      | 2                      | 19                     | —                      | 5                      | 2                      | 4                      | 2                      | 5 × Platine · 2 × Platine · Platine · 5 × Platine · Or · Or · Platine · Or · Or · Platine · Platine · 2 × Platine · Or · 6 × Platine                                                                          |
| Ballbreaker - Sortie : 26 septembre 1995 - Label : EastWest Records                                 | 1                      | 4                      | 2                      | 11                     | 3                      | 4                      | —                      | 9                      | —                      | 1                      | 2                      | 12                     | 4                      | 2                      | 28                     | —                      | 1                      | 1                      | 6                      | 4                      | 3 × Platine · Or · Or · Platine · : Or · Platine · Platine · Or · Or · Or · 2 × Platine |
| Stiff Upper Lip - Sortie : 28 février 2000 - Label : EastWest Record                                | 3                      | 1                      | 1                      | 17                     | 10                     | 5                      | —                      | 13                     | —                      | 1                      | 2                      | 22                     | 6                      | 12                     | 36                     | —                      | 1                      | 2                      | 12                     | 7                      | 3 × Platine · 3 × Or · Or · Platine · 3 × Platine · Or · 2 × Or · Platine · Or · Platine |
| Black Ice - Sortie : 17 octobre 2008 - Label : Columbia                                             | 1                      | 1                      | 1                      | 1                      | 1                      | 1                      | 1                      | 1                      | 1                      | 1                      | 1                      | 1                      | 1                      | 1                      | 3                      | 2                      | 1                      | 1                      | 1                      | 1                      | 5 × Platine · 5 × Platine · 3 × Platine · 2 × Platine · 5 × Platine · 4 × Platine · Platine · 2 × Platine · 2 × Platine · Or · 2 × Platine · Platine · Or · 2 × Platine · 4 × Platine · Platine · 2 × Platine |
| Rock or Bust - Sortie : 28 novembre 2014 - Label : Columbia                                         | 1                      | 1                      | 1                      | 1                      | 1                      | 1                      | 1                      | 1                      | 2                      | 1                      | 1                      | 3                      | 1                      | 2                      | 4                      | 8                      | 1                      | 1                      | 3                      | 3                      | Platine · 3 × Platine · 2 × Platine · Or · Platine · Or · Platine · Or · 3 × Platine · Platine · Or · 2 × Platine · Platine · Or                                                                              |
| Power Up - Sortie : 11 novembre 2020 - Label : Columbia                                             | 1                      | 1                      | 1                      | 2                      | 1                      | 1                      | 2                      | 1                      | 1                      | 1                      | 1                      | 1                      | 1                      | 1                      | 2                      | 1                      | 1                      | 1                      | 1                      | 1                      | Or · 2 × Platine · Platine · Platine · 2 × Platine · Or · Or · Platine · Or · |

### Albums live
| Titre                                                                                        | Classements des ventes | Classements des ventes | Classements des ventes | Classements des ventes | Classements des ventes | Classements des ventes | Classements des ventes | Classements des ventes | Classements des ventes | Classements des ventes | Classements des ventes | Classements des ventes | Classements des ventes | Classements des ventes | Classements des ventes | Classements des ventes | Classements des ventes | Classements des ventes | Classements des ventes | Classements des ventes | Certifications                                                                |
| Titre                                                                                        | AUS                    | ALL                    | AUT                    | BEL                    | BEL                    | CAN                    | DAN                    | ECO                    | ESP                    | FIN                    | FRA                    | ITA                    | NOR                    | N-Z                    | P-B                    | POR                    | SUÈ                    | SUI                    | R-U                    | USA                    | Certifications                                                                |
| Titre                                                                                        | AUS                    | ALL                    | AUT                    | (V)                    | (W)                    | CAN                    | DAN                    | ECO                    | ESP                    | FIN                    | FRA                    | ITA                    | NOR                    | N-Z                    | P-B                    | POR                    | SUÈ                    | SUI                    | R-U                    | USA                    | Certifications                                                                |
| -------------------------------------------------------------------------------------------- | ---------------------- | ---------------------- | ---------------------- | ---------------------- | ---------------------- | ---------------------- | ---------------------- | ---------------------- | ---------------------- | ---------------------- | ---------------------- | ---------------------- | ---------------------- | ---------------------- | ---------------------- | ---------------------- | ---------------------- | ---------------------- | ---------------------- | ---------------------- | ----------------------------------------------------------------------------- |
| If You Want Blood You've Got It - Sortie : 21 novembre 1978 - Label : Albert Prod / Atlantic | 22                     | 73                     | —                      | —                      | —                      | —                      | —                      | 31                     | —                      | —                      | 10                     | —                      | —                      | —                      | 7                      | —                      | —                      | 29                     | 13                     | 113                    | 3 × Platine · Platine · Or · Or · Or · Or · Platine                           |
| Live - Sortie : 27 octobre 1992 - Label : Albert / Atco Records                              | 22                     | 73                     | —                      | —                      | —                      | 28                     | —                      | 21                     | 70                     | —                      | 29                     | 49                     | 10                     | 3                      | 26                     | 24                     | 25                     | 10                     | 5                      | 15                     | 8 × Platine · Or · Platine · Or · Or · 2 × Platine · Or · Platine · Or · Or · |
| Live (Collector's Edition) - Sortie : 27 octobre 1992 - Label : Albert /Atco                 | 22                     | 73                     | —                      | —                      | —                      | —                      | —                      | —                      | —                      | —                      | 155                    | —                      | —                      | —                      | —                      | —                      | 9                      | 5                      | —                      | 34                     | Or · Platine · 4 × Platine                                                    |
| Live at River Plate - Sortie : 16 novembre 2012 - Label : Columbia                           | 11                     | 1                      | 3                      | 11                     | 17                     | 16                     | 8                      | 10                     | 12                     | 42                     | 13                     | 18                     | 6                      | 23                     | 30                     | 12                     | 13                     | 4                      | 14                     | 66                     | Or · 2 × Platine · Or · Or · Or · Or · Or · Or ·                              |

### Albums bande-son
| Titre                                                           | Classements des ventes | Classements des ventes | Classements des ventes | Classements des ventes | Classements des ventes | Classements des ventes | Classements des ventes | Classements des ventes | Classements des ventes | Classements des ventes | Classements des ventes | Classements des ventes | Classements des ventes | Classements des ventes | Classements des ventes | Classements des ventes | Classements des ventes | Classements des ventes | Classements des ventes | Classements des ventes | Certifications                                                                                  |
| Titre                                                           | AUS                    | ALL                    | AUT                    | BEL                    | BEL                    | CAN                    | DAN                    | ECO                    | ESP                    | FIN                    | FRA                    | ITA                    | NOR                    | N-Z                    | P-B                    | POR                    | SUÈ                    | SUI                    | R-U                    | USA                    | Certifications                                                                                  |
| Titre                                                           | AUS                    | ALL                    | AUT                    | (V)                    | (W)                    | CAN                    | DAN                    | ECO                    | ESP                    | FIN                    | FRA                    | ITA                    | NOR                    | N-Z                    | P-B                    | POR                    | SUÈ                    | SUI                    | R-U                    | USA                    | Certifications                                                                                  |
| --------------------------------------------------------------- | ---------------------- | ---------------------- | ---------------------- | ---------------------- | ---------------------- | ---------------------- | ---------------------- | ---------------------- | ---------------------- | ---------------------- | ---------------------- | ---------------------- | ---------------------- | ---------------------- | ---------------------- | ---------------------- | ---------------------- | ---------------------- | ---------------------- | ---------------------- | ----------------------------------------------------------------------------------------------- |
| Who Made Who - Sortie : 23 mai 1986 - Label : Albert / Atlantic | 4                      | 24                     | 28                     | —                      | —                      | 12                     | —                      | 47                     | —                      | —                      | 30                     | —                      | —                      | 24                     | 47                     | —                      | 21                     | 21                     | 11                     | 33                     | 5 × Platine · Platine · Or · Or · Or · 5 × Platine                                              |
| Iron Man 2 (OST) - Sortie : 16 avril 2010 - Label : Columbia    | 2                      | 1                      | 1                      | 1                      | 2                      | 1                      | 3                      | 1                      | 2                      | 5                      | 226                    | 3                      | 1                      | 1                      | 5                      | 6                      | 1                      | 1                      | 1                      | 4                      | Platine · 2 × Platine · Or · Or · Platine · Or · Platine · Platine · Platine · 2 × Platine · Or |

### Compilations
| Titre                                                                                                | Classements des ventes | Classements des ventes | Classements des ventes | Classements des ventes | Classements des ventes | Classements des ventes | Classements des ventes | Classements des ventes | Classements des ventes | Classements des ventes | Classements des ventes | Classements des ventes | Classements des ventes | Certifications |
| Titre                                                                                                | AUS                    | ALL                    | AUT                    | BEL                    | BEL                    | ECO                    | ESP                    | FIN                    | FRA                    | ITA                    | SUÈ                    | SUI                    | USA                    | Certifications |
| Titre                                                                                                | AUS                    | ALL                    | AUT                    | (V)                    | (W)                    | ECO                    | ESP                    | FIN                    | FRA                    | ITA                    | SUÈ                    | SUI                    | USA                    | Certifications |
| --- | ---------------------- | ---------------------- | ---------------------- | ---------------------- | ---------------------- | ---------------------- | ---------------------- | ---------------------- | ---------------------- | ---------------------- | ---------------------- | ---------------------- | ---------------------- | -------------- |
| Bonfire - Sortie : 17 novembre 1997 - Box set 4 CD ou 5 CD (USA) - Label : Albert / EastWest Records | 21                     | 71                     | —                      | —                      | —                      | —                      | —                      | 47                     | 56                     | 60                     | —                      | —                      | 90                     | —              |
| Backtracks - Sortie : 6 novembre 2009 - Box set 3 CD + 2 DVD + Lp - Label : Columbia                 | 16                     | 10                     | 31                     | 55                     | 34                     | 90                     | 18                     | —                      | 262                    | 83                     | 16                     | 24                     | 39                     | Or             |

| Année | Pays                                  | Titre                                                          | Classement                   |
| ----- | ------------------------------------- | -------------------------------------------------------------- | ---------------------------- |
| 2007  | États-Unis                            | AC/DC Sight & Sound Collection Boxset 2 CD + 2 DVD             | 73                           |
| 2008  | Canada                                | AC/DC Collector's Crate Boxset 3 CD                            | 17                           |
| 2012  | Belgique                              | AC/DC The Complete Collection                                  | 146 (Flandre) 153 (Wallonie) |
| 2016  | Belgique (W)                          | AC/DC Transmission Impossible 3 CD                             | 189                          |
| 2016  | Belgique (V)                          | AC/DC The Broadcast Collection 3 Lp                            | 193                          |
| 2016  | Suisse                                | Hell Ain't a Bad Place To Be                                   | 30                           |
| 2016  | Espagne                               | Hell Ain't a Bad Place To Be                                   | 83                           |
| 2017  | Royaume-Uni (UK Rock and Metal Chart) | Tokyo 1981                                                     | 38                           |
| 2018  | Écosse                                | Problem Child The Best of the Bon Scott Years Boxset 8 CD Live | 81                           |
| 2018  | Royaume-Uni (UK Rock and Metal Chart) | Problem Child The Best of the Bon Scott Years Boxset 8 CD Live | 33                           |

## EP's et Singles

### EP's
| Titre            | Détails                                              | Classements des ventes | Classements des ventes | Classements des ventes | Classements des ventes | Classements des ventes | Classements des ventes | Certifications |
| Titre            | Détails                                              | AUS                    | DAN                    | ECO                    | N-Z                    | SUI                    | USA                    | Certifications |
| ---------------- | ---------------------------------------------------- | ---------------------- | ---------------------- | ---------------------- | ---------------------- | ---------------------- | ---------------------- | -------------- |
| '74 Jailbreak    | - Sortie : 15 octobre 1984 - Label: Atlantic Records | —                      | 4                      | 94                     | —                      | 58                     | 76                     | Platine        |
| Girls Got Rhythm | - Sortie : 9 novembre 1979 - Label: Atlantic Records | —                      | —                      | —                      | —                      | —                      | —                      | —              |
| Ballbreaker      | - Sortie : 12 août 1996 - Label: Eastwest Records    | 49                     | —                      | —                      | 36                     | —                      | —                      | —              |

### Singles
| Titre                                                   | Détails | Classements des ventes | Classements des ventes | Classements des ventes | Classements des ventes | Classements des ventes | Classements des ventes | Classements des ventes | Classements des ventes | Classements des ventes | Classements des ventes | Classements des ventes | Classements des ventes | Classements des ventes | De l'album                                   |
| Titre                                                   | Détails | AUS                    | ALL                    | AUT                    | BEL (V)                | ESP                    | FRA                    | IRL                    | N-Z                    | P-B                    | SUÈ                    | SUI                    | UK                     | USA Hot 100            | De l'album                                   |
| ------------------------------------------------------- | --- | ---------------------- | ---------------------- | ---------------------- | ---------------------- | ---------------------- | ---------------------- | ---------------------- | ---------------------- | ---------------------- | ---------------------- | ---------------------- | ---------------------- | ---------------------- | -------------------------------------------- |
| Can I Sit Next to You Girl                              | - Sortie: 22 juillet 1974 - Face B: Rockin' in the Parlour - Label: Albert Prod.                                                                                               | 50                     | —                      | —                      | —                      | —                      | —                      | —                      | —                      | —                      | —                      | —                      | —                      | —                      | Non-album single                             |
| Baby, Please Don't Go                                   | - Sortie: 3 mars 1975 - Face B: Love Song (Oh Jene) - Label: Albert Prod. | 20                     | —                      | —                      | —                      | —                      | —                      | —                      | —                      | —                      | —                      | —                      | —                      | —                      | High Voltage Album Australien                |
| High Voltage                                            | - Sortie: juin 1975 - Face B: Soul Tripper - Label: Albert Prod. | 10                     | —                      | —                      | —                      | —                      | —                      | —                      | —                      | —                      | —                      | —                      | 48                     | —                      | T.N.T.                                       |
| It's a Long Way To the Top (If You Wanna Rock 'n' Roll) | - Sortie: 8 décembre 1975 - Face B: Can I Sit Next to You, Girl - Label: Albert Prod. - Certifications: Or · Argent · Platine                                                  | 9                      | —                      | —                      | —                      | —                      | —                      | —                      | —                      | —                      | —                      | —                      | 55                     | —                      | T.N.T.                                       |
| T.N.T.                                                  | - Sortie: mars 1976 - Face B: Rocker - Label: Albert Prod. - Certifications: : Or · Platine · Or · 3 × Platine                                                                 | 19                     | —                      | —                      | —                      | —                      | 138                    | —                      | —                      | —                      | —                      | —                      | —                      | —                      | T.N.T.                                       |
| Jailbreak                                               | - Sortie: 14 juin 1976 - Face B: Fling Thing - Label: Albert Prod. | 10                     | —                      | —                      | —                      | —                      | —                      | —                      | —                      | —                      | —                      | —                      | —                      | —                      | Dirty Deeds Done Dirt Cheap Album Australien |
| Dirty Deeds Done Dirt Cheap                             | - Sortie : 1976 - Face B: Rock in Peace - Label: Albert Prod. - Certifications: Argent · 2 × Platine                                                                           | 29                     | —                      | —                      | —                      | —                      | —                      | —                      | 34                     | —                      | —                      | —                      | 37                     | —                      | Dirty Deeds Done Dirt Cheap                  |
| Love at First Feel                                      | - Sortie: 10 janvier 1977 - Face B: Problem Child - Label: Albert Prod. | 63                     | —                      | —                      | —                      | —                      | —                      | —                      | —                      | —                      | —                      | —                      | —                      | —                      | Dirty Deeds Done Dirt Cheap                  |
| Dog Eat Dog                                             | - Sortie : 21 mars 1977 - Face B: Carry Me Home - Label: Albert Prod. | 60                     | —                      | —                      | —                      | —                      | —                      | —                      | —                      | —                      | —                      | —                      | —                      | —                      | Let There Be Rock                            |
| Whole Lotta Rosie                                       | - Sortie : août 1977 - Face B: Dog Eat Dog - Label: Albert / Atlantic - Certification: Argent ·                                                                                | —                      | —                      | —                      | —                      | —                      | —                      | —                      | —                      | 5                      | —                      | —                      | 36                     | —                      | Let There Be Rock                            |
| Let There Be Rock                                       | - Sortie: 30 septembre 1977 - Face B: Problem Child - Label: Albert / Atlantic                                                                                                 | 82                     | —                      | —                      | —                      | —                      | —                      | —                      | —                      | —                      | —                      | —                      | —                      | —                      | Let There Be Rock                            |
| Rock 'n' Roll Damnation                                 | - Sortie: 26 juin 1978 - Face B: Cold Hearted Man - Label: Albert / Atlantic                                                                                                   | 83                     | —                      | —                      | 21                     | —                      | —                      | —                      | —                      | 18                     | —                      | —                      | 24                     | —                      | Powerage                                     |
| Whole Lotta Rosie(Live)                                 | - Sortie : 28 juin 1980 - Face B: Hell Ain't A Bad Place To Be - Label: Albert / Atlantic                                                                                      | —                      | —                      | —                      | 12                     | —                      | —                      | —                      | —                      | —                      | —                      | —                      | —                      | —                      | If You Want Blood You've Got It              |
| Highway to Hell                                         | - Sortie: 3 août 1979 - Face B: If You Want Blood (You've Got It) - Label: Albert / Atlantic - Certifications: : Platine · : Platine · 2 × Platine · 2 × Platine · 6 × Platine | 24                     | 30                     | 52                     | 14                     | 24                     | 23                     | 23                     | 9                      | 17                     | —                      | 65                     | 4                      | 47                     | Highway to Hell                              |

| Titre                                 | Détails | Classements des ventes | Classements des ventes | Classements des ventes | Classements des ventes | Classements des ventes | Classements des ventes | Classements des ventes | Classements des ventes | Classements des ventes | Classements des ventes | Classements des ventes | Classements des ventes | Classements des ventes | Classements des ventes | De l'album                            |
| Titre                                 | Détails | AUS                    | ALL                    | AUT                    | CAN                    | FRA                    | IRL                    | NOR                    | N-Z                    | P-B                    | SUÈ                    | SUI                    | UK                     | USA Hot 100            | USA Main,              | De l'album                            |
| ------------------------------------- | --- | ---------------------- | ---------------------- | ---------------------- | ---------------------- | ---------------------- | ---------------------- | ---------------------- | ---------------------- | ---------------------- | ---------------------- | ---------------------- | ---------------------- | ---------------------- | ---------------------- | ------------------------------------- |
| Touch Too Much                        | - Sortie: 25 janvier 1980 - Face B: Live Wire / Shot Down in Flames - Label: Albert / Atlantic                                                                            | —                      | 13                     | —                      | —                      | 34                     | —                      | —                      | —                      | —                      | —                      | —                      | 29                     | —                      | —                      | Highway to Hell                       |
| You Shook Me All Night Long           | - Sortie : 15 août 1980 - Face B: Have a Drink On Me - Label: Albert / Atlantic - Certifications: : 10 × Platine · : Or · : Platine · 2 × Platine · Platine · 6 × Platine | 8                      | 29                     | —                      | —                      | 5                      | 19                     | —                      | —                      | —                      | 36                     | —                      | 38                     | 35                     | —                      | Back in Black                         |
| Back in Black                         | - Sortie: 21 décembre 1980 - Face B: What Do You Do For Money Honey - Label: Atlantic - Certifications: : Platine · : Platine · 3 × Platine · 3 × Platine · 7 × Platine   | —                      | —                      | —                      | —                      | 16                     | —                      | —                      | —                      | —                      | 100                    | —                      | 27                     | 37                     | —                      | Back in Black                         |
| Rock and Roll Ain't Noise Pollution   | - Sortie : 27 janvier 1981 - Face B: Hells Bells - Label: Albert / Atlantic                                                                                               | 7                      | —                      | —                      | —                      | —                      | 15                     | —                      | —                      | —                      | —                      | —                      | 15                     | —                      | —                      | Back in Black                         |
| Hells Bells                           | - Sortie : novembre 1980 - Face B: What Do You Do For Money, Honey - Label: Albert / Atlantic - Certifications: : Or · Or · Argent · 3 × Platine                          | 7                      | 25                     | 49                     | —                      | 43                     | —                      | —                      | —                      | —                      | —                      | 61                     | —                      | —                      | 50                     | Back in Black                         |
| Let's Get It Up                       | - Sortie: 1er février 1982 - Face B: Snowballed - Label: Albert / Atlantic                                                                                                | 73                     | 33                     | —                      | 9                      | —                      | 7                      | —                      | —                      | —                      | 18                     | —                      | 13                     | 44                     | 9                      | For Those About to Rock We Salute You |
| For Those About to Rock We Salute You | - Sortie : juin 1982 - Face B : Let There Be Rock - Label: Albert / Atlantic                                                                                              | —                      | —                      | —                      | —                      | 29                     | 11                     | —                      | —                      | —                      | —                      | —                      | 15                     | —                      | 4                      | For Those About to Rock We Salute You |
| Guns for Hire                         | - Sortie: août 1983 - Face B: Landslide - Label: Albert / Atlantic | —                      | —                      | —                      | —                      | 52                     | 19                     | —                      | —                      | —                      | —                      | —                      | 37                     | 84                     | 37                     | Flick of the Switch                   |
| Flick of the Switch                   | - Sortie : mars 1984 - Face B: Badlands - Label: Albert / Atlantic | —                      | —                      | —                      | —                      | —                      | —                      | —                      | —                      | —                      | —                      | —                      | —                      | —                      | 26                     | Flick of the Switch                   |
| Nervous Shakedown                     | - Sortie : juillet 1984 - Face B: Brain Shake - Label: Albert / Atlantic                                                                                                  | —                      | —                      | —                      | —                      | —                      | 20                     | —                      | —                      | —                      | —                      | —                      | 35                     | —                      | —                      | Flick of the Switch                   |
| Danger                                | - Sortie: 21 juin 1985 - Face B: Back in Business - Label: Albert / Atlantic                                                                                              | 69                     | —                      | —                      | —                      | 81                     | —                      | —                      | 47                     | —                      | —                      | —                      | 48                     | —                      | —                      | Fly on the Wall                       |
| Sink the Pink                         | - Sortie: 7 octobre 1985 - Face B: Back in Business - Label: Albert / Atlantic                                                                                            | —                      | —                      | —                      | —                      | —                      | —                      | —                      | —                      | —                      | —                      | —                      | —                      | —                      | 44                     | Fly on the Wall                       |
| Shake Your Fondations                 | - Sortie: 6 janvier 1986 - Face B: Stand Up / Jailbreak(live) - Label: Albert / Atlantic                                                                                  | 97                     | —                      | —                      | —                      | —                      | 23                     | —                      | —                      | —                      | —                      | —                      | 24                     | —                      | —                      | Fly on the Wall                       |
| Who Made Who                          | - Sortie : 12 mai 1986 - Face B: Guns for Hire (live) - Label: Albert / Atlantic                                                                                          | 9                      | —                      | —                      | —                      | —                      | 9                      | 7                      | 35                     | —                      | —                      | —                      | 16                     | —                      | 8                      | Who Made Who                          |
| Heatseeker                            | - Sortie : 7 janvier 1988 - Face B: Go Zone / Snake Eye - Label: Albert / Atlantic                                                                                        | 5                      | 26                     | —                      | 75                     | 68                     | 7                      | 2                      | 29                     | 82                     | 7                      | 15                     | 12                     | —                      | 20                     | Blow Up Your Video                    |
| That's the Way I Wanna Rock'n'Roll    | - Sortie : 1er mars 1988 - Face B: Kissin' Dynamite - Label: Albert / Atlantic                                                                                            | —                      | —                      | —                      | —                      | —                      | 7                      | —                      | 35                     | —                      | —                      | —                      | 22                     | —                      | 28                     | Blow Up Your Video                    |

| Titre                              | Détails | Classements des ventes | Classements des ventes | Classements des ventes | Classements des ventes | Classements des ventes | Classements des ventes | Classements des ventes | Classements des ventes | Classements des ventes | Classements des ventes | Classements des ventes | Classements des ventes | Classements des ventes | Classements des ventes | Classements des ventes | Classements des ventes | Classements des ventes | Classements des ventes | Classements des ventes | De l'album                    |
| Titre                              | Détails | AUS                    | ALL                    | AUT                    | BEL (V)                | BEL (W)                | CAN                    | DAN                    | ESP                    | FIN                    | FRA                    | IRL                    | NOR                    | N-Z                    | P-B                    | SUÈ                    | SUI                    | UK                     | USA Hot 100            | USA Main,              | De l'album                    |
| ---------------------------------- | --- | ---------------------- | ---------------------- | ---------------------- | ---------------------- | ---------------------- | ---------------------- | ---------------------- | ---------------------- | ---------------------- | ---------------------- | ---------------------- | ---------------------- | ---------------------- | ---------------------- | ---------------------- | ---------------------- | ---------------------- | ---------------------- | ---------------------- | ----------------------------- |
| Thunderstruck                      | - Sortie : 10 septembre 1990 - Face B: Fire Your Guns - Label: ATCO - Certifications: : 10 × Platine · : 3 × Or · : Or · 3 × Platine · 3 × Platine · Diamant | 4                      | 21                     | 65                     | 4                      | —                      | 20                     | 29                     | 34                     | —                      | 45                     | 5                      | —                      | 3                      | 3                      | 80                     | 16                     | 13                     | —                      | 5                      | The Razors Edge               |
| Moneytalks                         | - Sortie : 12 novembre 1990 - Face B: Down on the Borderline - Label: ATCO                                                                                   | 21                     | —                      | —                      | 26                     | —                      | 12                     | —                      | —                      | —                      | —                      | 15                     | —                      | 9                      | 24                     | —                      | —                      | 36                     | 23                     | 3                      | The Razors Edge               |
| Are You Ready                      | - Sortie : 28 mars 1991 - Face B: Got You By the Balls - Label: ATCO - Certification: Or                                                                     | 18                     | 38                     | —                      | —                      | —                      | —                      | —                      | —                      | —                      | —                      | 6                      | —                      | 1                      | —                      | —                      | —                      | 34                     | —                      | 16                     | The Razors Edge               |
| Highway to Hell (live)             | - Sortie : 8 novembre 1992 - Face B: Hells Bells (live) - Label: ATCO                                                                                        | 29                     | —                      | —                      | —                      | —                      | —                      | —                      | —                      | —                      | 25                     | 12                     | —                      | —                      | 69                     | —                      | 37                     | 14                     | —                      | 29                     | Live                          |
| Dirty Deeds Done Dirt Cheap (live) | - Sortie : 22 février 1993 - Face B: Shoot to Thrill (live) - Label: ATCO                                                                                    | —                      | —                      | —                      | —                      | —                      | —                      | —                      | —                      | —                      | —                      | —                      | —                      | —                      | —                      | —                      | —                      | 68                     | —                      | —                      | Live                          |
| Big Gun                            | - Sortie : 25 juin 1993 - Face B: For Those About To Rock (We Salute You)(live) / Shoot to Thrill (live) - Label: ATCO                                       | 19                     | 20                     | 23                     | 35                     | —                      | 66                     | —                      | —                      | —                      | 14                     | 14                     | 8                      | 3                      | 18                     | 11                     | 5                      | 23                     | 65                     | 1                      | B.O. du film Last Action Hero |
| Hard as a Rock                     | - Sortie : 17 septembre 1995 - Face B: Caught with Your Pants Down - Label: Eastwest Records                                                                 | 14                     | 25                     | —                      | —                      | 30                     | 26                     | —                      | —                      | 1                      | 34                     | 28                     | 4                      | 16                     | —                      | 19                     | 28                     | 33                     | —                      | 1                      | Ballbreaker                   |
| Hail Cesar                         | - Sortie : 18 février 1996 - Face B: Whiskey on the Rocks - Label: Eastwest                                                                                  | —                      | —                      | —                      | —                      | —                      | —                      | —                      | —                      | —                      | —                      | —                      | —                      | —                      | —                      | —                      | —                      | 56                     | —                      | —                      | Ballbreaker                   |
| Cover You in Oil                   | - Sortie : 22 mars 1996 - Face B: Love Bomb /Ballbreaker - Label: Eastwest                                                                                   | —                      | —                      | —                      | —                      | —                      | 83                     | —                      | —                      | —                      | —                      | —                      | —                      | 36                     | —                      | —                      | —                      | 85                     | —                      | 9                      | Ballbreaker                   |

| Titre                     | Détails                                                                                                   | Classements des ventes | Classements des ventes | Classements des ventes | Classements des ventes | Classements des ventes | Classements des ventes | Classements des ventes | Classements des ventes | Classements des ventes | Classements des ventes | Classements des ventes | Classements des ventes | Classements des ventes | Classements des ventes | De l'album          |
| Titre                     | Détails                                                                                                   | AUS                    | ALL                    | AUT                    | BEL (V)                | BEL (W)                | CAN                    | DAN                    | ESP                    | FIN                    | FRA                    | SUÈ                    | SUI                    | UK                     | USA Main,              | De l'album          |
| ------------------------- | --- | ---------------------- | ---------------------- | ---------------------- | ---------------------- | ---------------------- | ---------------------- | ---------------------- | ---------------------- | ---------------------- | ---------------------- | ---------------------- | ---------------------- | ---------------------- | ---------------------- | ------------------- |
| Stiff Upper Lip           | - Sortie : 28 février 2000 - Face B: Hard as a Rock (live) / Ballbreaker (live) - Label: Eastwest Records | —                      | —                      | —                      | —                      | —                      | —                      | —                      | —                      | 18                     | 32                     | —                      | —                      | 65                     | 1                      | Stiff Upper Lip     |
| Safe in New York City     | - Sortie : 28 février 2000 - Face B: Cyberspace /Back in Black (live) - Label: Eastwest                   | —                      | —                      | —                      | —                      | —                      | —                      | —                      | —                      | —                      | —                      | —                      | —                      | —                      | 21                     | Stiff Upper Lip     |
| Satellite Blues           | - Sortie : 8 janvier 2001 - Face B: Let There Be Rock (live) - Label: Eastwest                            | 23                     | —                      | —                      | —                      | —                      | —                      | —                      | —                      | —                      | —                      | —                      | —                      | —                      | 7                      | Stiff Upper Lip     |
| Rock N Roll Train         | - Sortie : 25 novembre 2008 - Face B: War LMachine - Label: Columbia Records                              | —                      | —                      | —                      | —                      | —                      | 45                     | —                      | —                      | —                      | 52                     | —                      | —                      | —                      | 1                      | Black Ice           |
| Big Jack (promo)          | - Sortie : 18 décembre 2008 - Label: Columbia                                                             | —                      | —                      | —                      | —                      | —                      | 83                     | —                      | —                      | —                      | —                      | —                      | —                      | —                      | 10                     | Black Ice           |
| Anything Goes (promo)     | - Sortie : 18 décembre 2008 - Face B: Big Jack - Label: Columbia                                          | —                      | —                      | —                      | —                      | —                      | —                      | —                      | —                      | —                      | —                      | —                      | —                      | —                      | 34                     | Black Ice           |
| Money Made (promo)        | - Sortie : 2009 - Face B: War Machine - Label: Columbia                                                   | —                      | —                      | —                      | —                      | —                      | —                      | —                      | —                      | —                      | —                      | —                      | —                      | —                      | —                      | Black Ice           |
| Shoot to Thrill (live)    | - Sortie : 16 avril 2011 - Face B: War Machine (live) - Label: Columbia                                   | —                      | —                      | —                      | —                      | —                      | —                      | —                      | —                      | —                      | —                      | —                      | —                      | 98                     | —                      | Live at River Plate |
| Play Ball                 | - Sortie : 7 octobre 2014 - Label: Columbia                                                               | —                      | 39                     | 44                     | 45                     | 23                     | 53                     | 15                     | 28                     | —                      | 29                     | —                      | 19                     | 85                     | 5                      | Rock or Bust        |
| Rock or Bust              | - Sortie : 24 novembre 2014 - Label: Columbia                                                             | —                      | 47                     | 52                     | Tip 18                 | Tip 19                 | —                      | —                      | —                      | —                      | 26                     | —                      | 55                     | —                      | 8                      | Rock or Bust        |
| Rock the Blues Away       | - Sortie : 30 mars 2015 - Label: Columbia                                                                 | —                      | —                      | —                      | Tip 25                 | Tip 43                 | —                      | —                      | —                      | —                      | —                      | —                      | —                      | —                      | 40                     | Rock or Bust        |
| Shot in the Dark          | - Sortie : 9 octobre 2020 - Label: Columbia                                                               | —                      | 79                     | 67                     | Tip 21                 | Tip 28                 | 50                     | —                      | —                      | —                      | —                      | 65                     | 19                     | —                      | 1                      | Power Up            |
| Realize                   | - Sortie : 13 novembre 2020 - Label: Columbia                                                             | —                      | 71                     | —                      | Tip                    | Tip 33                 | —                      | —                      | —                      | —                      | —                      | 65                     | 37                     | —                      | 8                      | Power Up            |
| Demon Fire                | - Sortie : 11 décembre 2020 - Digital uniquement - Label: Columbia                                        | —                      | —                      | —                      | —                      | —                      | —                      | —                      | —                      | —                      | —                      | —                      | —                      | —                      | —                      | Power Up            |
| Kick You When You're Down | - Sortie : 12 février 2021 - Digital uniquement - Label: Columbia                                         | —                      | —                      | —                      | —                      | —                      | —                      | —                      | —                      | —                      | —                      | —                      | 54                     | —                      | —                      | Power Up            |
| Witch's Spell             | - Sortie : 11 juin 2021 - Digital uniquement - Label: Columbia                                            | —                      | —                      | —                      | —                      | —                      | —                      | —                      | —                      | —                      | —                      | —                      | —                      | —                      | —                      | Power Up            |
| Through the Mists of Time | - Sortie : 12 juin 2021 - Face B: Witch's Spell - Label: Columbia                                         | —                      | —                      | —                      | —                      | —                      | —                      | —                      | —                      | —                      | —                      | —                      | —                      | —                      | —                      | Power Up            |

## Vidéos
| Année | Titre | Certifications                                                                                    |
| ----- | --- | ------------------------------------------------------------------------------------------------- |
| 1980  | Let There Be Rock - The Movie - Format: VHS, DVD (2011)                                                                      | : Platine                                                                                         |
| 1985  | Fly on the Wall - Label: Atco/Atlantic - Format: VHS                                                                         | —                                                                                                 |
| 1986  | Who Made Who - Label: Atco/Atlantic - Format: VHS                                                                            | : Or                                                                                              |
| 1989  | AC/DC (Australie uniquement) - Format: VHS                                                                                   | : Platine ·                                                                                       |
| 1991  | Clipped - Label: Atco/Atlantic - Format: VHS                                                                                 | —                                                                                                 |
| 1992  | Live at Donington - Réalisé: 26 octobre 1992 - Label: Epic, Albert Productions - Format: VHS, LD, DVD (2003), Blu-ray (2007) | : 3 × Platine · : 7 × Platine · : 6 × Platine · : Or · : 2 × Platine · : 2 × Platine              |
| 1992  | For Those About to Rock: Monsters in Moscow - Réalisé: 14 octobre 1992 - Label: Warner Home Video - Format: VHS, DVD (2006)  | —                                                                                                 |
| 1996  | No Bull - Réalisé: 19 novembre 1996 - Label: EastWest, Elektra/Asylum - Format: VHS, LD, DVD (2000 et 2008), Blu-ray (2008)  | : Or · : 6 × Platine · : 3 × Platine · : 6 × Platine · : Platine                                  |
| 2001  | Stiff Upper Lip Live - Réalisé: 4 décembre 2001 - Label: Elektra/Asylum - Format: DVD, VHS                                   | : Platine · : Or · : Or                                                                           |
| 2003  | Live '77 (Japon uniquement) - Format: DVD                                                                                    | —                                                                                                 |
| 2004  | Toronto Rocks (apparition sur 3 titres) - Format: DVD                                                                        | —                                                                                                 |
| 2005  | Family Jewels - Réalisé: 29 mars 2005 - Label: Albert Productions/Epic Music Video/Sony BMG - Format: DVD                    | : 7 × Or · : 10 × Platine · : 5 × Platine · : Diamant · : Platine · : 2 × Platine · : 2 × Platine |
| 2007  | Plug Me In - Réalisé: 16 octobre 2007 - Label: Columbia/Albert Productions - Format: DVD                                     | : 2 × Platine · : 7 × Platine : 3 × Platine · : 5 × Platine · : Or · : 3 × Platine · : Platine    |
| 2011  | Live at River Plate - Réalisé: 10 mai 2011 - Label: Columbia - Format: Blu-ray, DVD                                          | : 2 × Platine · : 5 × Platine · : Or · : Diamant · : Platine                                      |